# 都道府県章
都道府県章（とどうふけんしょう）は、日本の行政区画である各都道府県を象徴する紋章の総称である。

## 概説
都道府県章のデザインには都道府県の風土・歴史・文化などが象徴的に表現されている。都道府県名にある文字（読み仮名ないし漢字、アルファベット）の一部もしくは全てをデザインに採用したものが多いが、青森県や鹿児島県､静岡県のように地形（県本土）を抽象化したデザインのものや、茨城県や愛媛県のように県産物を抽象化したデザインのものも存在する。

青森県章
鹿児島県章（現在はほとんど使用されていない）

39の都道府県旗では都道府県章と共通の、また群馬県と山梨県では県章を一部アレンジしたデザインを使用している。県章と県旗のデザインが完全に異なるのは兵庫県・愛媛県・佐賀県・大分県・宮崎県の5県で、唯一県章を制定していない石川県では県旗のデザイン部分を県旗標章（けんきひょうしょう）として県章の代わりに使用している。

山梨県章
山梨県旗

### 制定時期
現行の都道府県章の多くは1960年代、特に各地で「明治百年」記念行事が開催された1968年（昭和43年）前後に制定されているが、現在使われている都道府県章で最も古い千葉県の県章は1909年（明治42年）に制定されたものである。東京都章は1943年（昭和18年）制定だが、デザイン自体は1889年（明治22年）に制定された旧東京市の市章を転用したもので千葉県よりも古い。現在は1989年（平成元年）に制定されたシンボルマーク（通称「いちょうマーク」）の方が多く使用されており、全国知事会のウェブサイトにも都章でなくシンボルマークのみを掲載している。また、知事の名義で交付する表彰状においても都章でなくシンボルマークが使用されている。

東京都（旧東京市）紋章
東京都シンボルマーク

千葉県と東京都以外では1911年（明治44年）の大分県、1912年（明治45年）の宮崎県、1921年（大正10年）の兵庫県、1926年（大正15年）の群馬県、1932年（昭和7年）の岐阜県、1936年（昭和11年）の佐賀県が1945年（昭和20年）の太平洋戦争終結以前に制定された県章を現在も使用している。これら7県と東京都のものは正式名称を徽章（きしょう）もしくは紋章とする点が共通している。

千葉県徽章
大分県徽章
宮崎県徽章
兵庫県徽章（現在はほとんど使用されていない）
群馬県紋章
岐阜県徽章
佐賀県紋章

平成以降では1989年（平成元年）に愛媛県が3代目、1991年（平成3年）に茨城県が2代目、長崎県が初代の県章を新たに制定した。

愛媛県章（3代目、現在はほとんど使用されていない）
茨城県章（2代目）
長崎県章

### 県章を制定していない県
石川県は県章を制定しておらず、県旗のデザイン部分が「県旗標章」の呼称で他県の県章に相当するものとして扱われており、表彰状でもこの県旗標章が使用されている。
過去には山形県が1976年（昭和51年）に県成立100周年を記念して、1963年（昭和38年）に制定された県旗のデザインを追認する形で県章を制定（県旗標章から格上げ）している。

石川県県旗標章
山形県章（旧県旗標章）

その他の県では正規の県章を制定する以前に県職員団徽章（けんしょくいんだんきしょう）を代用していた場合があり、1977年（昭和52年）に県章を制定した香川県や1991年（平成3年）に全国最後発で県旗（県章と同デザイン）を制定した長崎県の職員団徽章が比較的長く使用されていた。

### 県旗で代用されることが多い県
兵庫県の県章は現在ほとんど使用されておらず、1964年（昭和39年）に制定した県旗のデザインで代用されることが多い。愛媛県も同様に県章でなく1952年（昭和27年）に制定した県旗のデザインで代用されることが多い。全国知事会のウェブサイトや日本郵便発行の『郵便番号簿』では、両県とも県章でなく県旗が掲載されている。
群馬県では県章を使用するのが通例であるが、県章と一部デザインが共通する1968年（昭和43年）制定の県旗シンボルを使用する場合が稀にある。

兵庫県旗（1964年制定）
愛媛県旗（1952年制定）
群馬県旗（1968年制定）

兵庫県、愛媛県のいずれも表彰状においては、県旗でなく県章が使用されている。

### 別にシンボルマークを制定している県
鹿児島県章は県旗と同じデザインであるが、一部でデザインに批判があることから1994年（平成6年）にシンボルマークおよび東京都と同様のシンボル旗が制定されて以降は県章と県旗がほとんど使用されなくなっている。新潟県と佐賀県では県章よりも共に1992年（平成4年）制定のシンボルマークが比較的多く使用されている。この3県と東京都は『郵便番号簿』に都道府県章でなくシンボルマークの方を掲載しているが、全国知事会のウェブサイトにはシンボルマークのみ掲載の東京都と異なり県章とシンボルマークの両方を掲載している。このうち、佐賀県は県章と県旗のデザインが異なっており、前述のシンボルマークと合わせて3種類のデザインを持っている。
岐阜県では県章とは別に1991年（平成3年）制定のシンボルマークが存在するが、使用機会はカントリーサインなど限定的である（全国知事会のウェブサイトでは両方を掲載しているが、県章の方が優先されている）。

新潟県シンボルマーク
岐阜県シンボルマーク
佐賀県シンボルマーク
鹿児島県シンボルマーク

鹿児島県においては、共にシンボル旗を制定している東京都と同じように表彰状でも県章を使用せずシンボルマークで代用されている。新潟県と岐阜県、佐賀県の表彰状では、シンボルマークの制定に関わらず旧来の県章を使用している。

## 都道府県章の一覧
下図は白黒で表示しているが北海道や宮城県、山形県、福井県、愛媛県など都道府県によっては具体的な配色を告示で定めている場合がある。また、前述の通り石川県のものは県章でなく「県旗標章」である。

### 過去の県章等

旧茨城県章（1911年-1991年）
東京府章（1931年-1943年）
愛媛県章（初代、1933年-1973年）
愛媛県章（2代目、1973年-1989年）

旧福島県職員徽章
旧島根県職員徽章
旧香川県職員徽章
樺太庁の庁章（1911年-1945年）
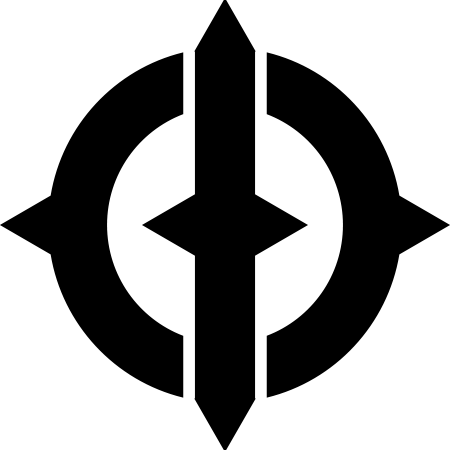
台中州の州章（1920年-1945年）
京城府の徽章（1925年-1945年）